# Chthonius cryptus
Chthonius cryptus är en spindeldjursart som beskrevs av Chamberlin 1962. Chthonius cryptus ingår i släktet Chthonius och familjen käkklokrypare. Inga underarter finns listade i Catalogue of Life.